# Paard (Theresia van der Pant)
Paard is een artistiek kunstwerk in Amsterdam Nieuw-West.

## Algemeen
Het is een beeld uit 1966 (of 1962) van Theresia van der Pant en staat in een grasperkje langs de Hemsterhuisstraat nabij de Comeniusstraat. Rijksakademie op de kaart omschreef het in 2020 als:
een bronzen (trek-)paard met afgeknotte staart.
 Het zou een trekpaard zijn omdat de staart afgeknot is; afknotten werd later verboden in Nederland en België. Voor het beeld moest een aparte fundering worden ontworpen door de Dienst der Publieke Werken. Daarboven volgt de natuurstenen sokkel van de kunstenares met daarop het beeld; het paard kijkt daarbij weg van het nabijgelegen zorgcentrum De Schutse.
Van der Pant maakt ook het bekendere Ruiterstandbeeld koningin Wilhelmina. Utrecht heeft eveneens een paard van Van der Pant; een gedrongen type.